# Noar Meretz
 (décembre 2017).
Si vous disposez d'ouvrages ou d'articles de référence ou si vous connaissez des sites web de qualité traitant du thème abordé ici, merci de compléter l'article en donnant les références utiles à sa vérifiabilité et en les liant à la section « Notes et références ».
Noar Meretz (en hébreu: נוער מרצ) est la branche jeunesse du parti politique israélien Meretz. L'organisation a été fondée en 1992, après l'union entre les partis politiques israéliens Mapam et Ratz. Le premier coordinateur des jeunesses du parti a été Ilan Gilon. L'organisation combine l'éducation culturelle et politique avec le militantisme politique, et est présent dans l'administration du parti. La constitution interne du parti politique Meretz, dit que les membres du Noar Meretz, doivent participer à la gestion du parti. Actuellement, autour de 400 étudiants avec des âges compris entre 12 et 18 ans sont des membres des jeunesses de Meretz.  